# Midlum (Adelsgeschlecht)

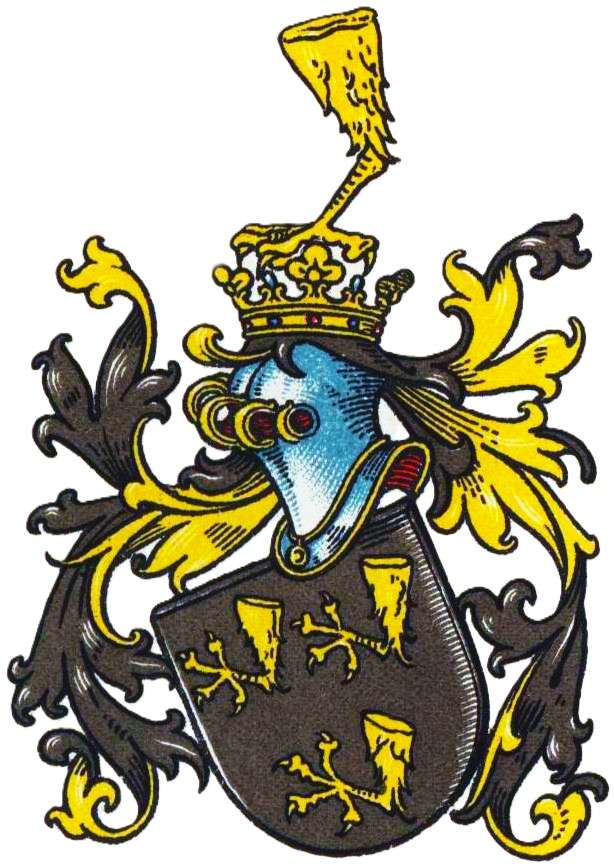
Wappen derer von Middelum im Wappenbuch des Westfälischen Adels

Midlum  (auch Middelum) ist der Name eines erloschenen friesisch-niedersächsischen Adelsgeschlechts.

## Geschichte
Das Geschlecht hatte seinen namensgebenden Stammsitz in Midlum, heute ein Ortsteil der Gemeinde Jemgum im niedersächsischen Landkreis Leer. Über Jutta von Langen fiel 1545 die Krebsburg bei Ostercappeln im Landkreis Osnabrück an Asche von Midlum. 1548 erhielt derselbe Asche von Midlum einen Hof zu Hamme zum Lehen. Ferner hatte Asche von Midlum eine Wohnung genannt die Horst oder Jüttings Erbe in der Bauerschaft Schwaftorff bei Ostercappeln zum Lehen. Asche von Midlums Erbtochter Henriche von Midlum brachte die Krebsburg 1583 an den Fähnrich Heinrich Prenger. Urkundlich erscheinen die Eheleute 1593, als sie eine Rente aus der Krebsburg an die Osnabrücker Dompropstei verkauften.
Die Letzte des Geschlechts im Osnabrückschen war Margarethe von Midlum, Witwe des Engelbert von Senden zu Haus Hengelborg in Stadtlohn, Letzter seines Geschlechts. Margarethe von Midlum lebte noch 1603 als sehr alte Frau in Osnabrück. Aber noch Anfang des 18. Jahrhunderts erscheinen Familienmitglieder. Elisabeth von Midlum, Tochter des ersten Predigers zu 's-Graveland, Cornelius von Midlum, heiratete 1707 Cako Hajo von den Honert.

## Wappen
Blasonierung: In Schwarz drei (2:1) goldene Vogelklauen. Auf dem gekrönten Helm mit schwarz-goldenen Helmdecken eine solche Klaue, die in die Krone greift.